# Костка-Наперский, Александр
Александр Леон Костка-Наперский (Войцех Станислав Бзовский) (ок. 1620 — 18 июля 1651) — польский офицер, руководитель крестьянского восстания в Краковском Подгалье в 1651 году.

## Биография
Представитель шляхетского рода из Мазовии герба «Дубрава». В детстве он был отдан на воспитание старосте мальборкскому Николаю Рафаилу Косте, кравчему польской королевы Констанции. После 1637 года он пребывал в качестве пажа при дворе королевы Цецилии Ренаты, где, вероятно, научился иностранным языкам (немецкому и шведскому). Затем служил в коронной и иностранной армии.
Во время Тридцатилетней войны (1618—1648) Александр Костка-Наперский в течение ряда лет служил в шведской армии в Германии и имел чин капитана. К 1648 году Наперский вернулся в Польшу и находился при дворе короля Владислава IV Вазы. В мае того же года был отправлен через Гданьск в Англию, Францию, Испанию и Швецию в качестве посланника короля, чтобы добиться помощи в войне против турок. В начале июня 1648 года А. Костка-Наперский появился в Швеции при дворе королевы Кристины, бедно одетый, со свитой, состоявшей из трёх человек, выступая в роли посланника короля Владислава IV. Уже тогда он называл себя Александром Леоном из Штемберка Наперским.
В 1648 году после смерти Владислава IV Вазы шляхтич Александр Костка-Наперский вернулся в Польшу, где, вероятно, служил в королевском войске.
Весной 1651 года А. Костка-Наперский появился в Краковском воеводстве и возглавил крестьянское восстание в Подгалье. Контактировал с украинским гетманом Богданом Хмельницким и имел у себя его универсалы. Сам он хвалился в письме, посланном из Чорштына Станиславу Лентовскому, что «имеет добрый союз с Хмельницким и татарами». Александр Костка-Наперский планировал поднять крестьян на восстание, разослать их по горным дорогам, а затем идти на Краков «и далее через всю, если удастся, Польшу». Он быстро ориентировался в ситуации, бывал в имениях и монастырях, часто посещал Краков. Он завоевывал себе доверие и всеобщие симпатии.
По-видимому, в течение долгого времени Наперский пребывал в бернардинском монастыре в Тынце, где создал свой опорный пункт. Его главными соратниками были Мартин Радоцкий и Станислав Лентовский.
В апреле 1651 года А. Костка-Наперский прибыл из Тынца в Новый Тарг, откуда стал агитировать и призывать крестьян горных районов к восстанию против магнатов и шляхты. 12 июня 1651 года Александр Наперский с группой (15-20 чел.) покинул Новый Тарг, агитируя окрестных крестьян для восстания в Подгалье.
В ночь с 14 на 15 июня небольшой повстанческий отряд под предводительством А Костки-Наперского захватил горный замок Чорштын на границе с Венгрией. Из Чорштына Александр Костка-Наперский разослал свои универсалы, призывая население к восстанию, и приказывал собираться под Чорштыном, чтобы 24 июня начать общий поход на Краков, а потом на всю Польшу. Агенты Наперского безуспешно пытались завербовать отряды немецких наёмников в Силезии.
Епископ краковский Пётр Гембицкий, которому король Ян Казимир Ваза поручил оборону Краковского воеводства от возможного нападения трансильванского князя Ракоци, собрал военные силы и решил побыстрее подавить очаг восстания. 16 июня передовой отряд епископа краковского под руководством старосты добчицкого Михаила Иордана подступил к Чорштыну. После неудачных попыток начать переговоры Иордан приступил к осаде замка. Однако Александр Костка-Наперский оказал противнику сопротивление и вынудил М. Иордана 18 июня отступить в Краков.
Краковский епископ Пётр Гембицкий отправлял к королю Яну Казимиру на Волынь с гонцами одно письмо за другим, прося у него военной помощи. Епископ смог собрать небольшие силы (более 1 тыс. чел с 6 орудиями), которые 22 июня осадили Чорштынский замок. Руководил осадой полковник Вильгельм Яроцкий. 25 июня 1651 года король Ян Казимир Ваза отправил из своего лагеря под Берестечком коронные силы (от 2 до 3 тыс. чел.) под командованием мечника Михаила Зебжидовского и конюшего Александра Любомирского под Краков для подавления восстания в Подгалье.
Надежды А. Наперского на всеобщее восстание в Польше не оправдались. Войско краковского епископа осадило Чорштын, где находился сам Наперский, а с ним около 40 человек. Собравшиеся крестьянские отряды не решились пробиться через регулярные военные отряды, вооруженные артиллерией. Осада Чорштына продолжалась с 22 по 24 июня. 24 июня предатели сдали замок полковнику Вильгельму Яроцкому и выдали ему Александра Котску-Наперского и Станислава Лентовского. Все руководители мятежа были приговорены к смерти. 18 июля 1651 года в Кракове Александр Костка-Наперский был подвергнут мучительной казни -  сожжению на медленном огне. Сначала сожгли один бок, потом другой, а затем полуживого посадили на кол. Его соратники Мартин Радоцкий и Станислав Лентовский также были казнены.